# Geereweg
De Geereweg of Gereweg is een voormalig waterschap en een provinciale weg in de Nederlandse provincie Groningen. Beide zijn vernoemd naar een oude verbindingsweg.

## Waterschap Geereweg
Het vroegere waterschap Geereweg is ontstaan in 1890 als fusie van twee waterschappen:
- de Walstermolenpolder, gesticht in 1802 door de participanten van de Diepswal en genoemd naar de gelijknamige buurtschap te Nieuw-Scheemda en 't Waar.[3]
- de Geerewegstermolenpolder of Polder bij den Geereweg, gesticht in 1830 door de ingelanden ten zuidoosten van het Zijldiep te Nieuwolda.[4] De poldermolen met een vlucht van 20 m dateerde uit 1852; hij kwam in de plek van een afgebrande kleinere molen, vermoedelijk een spinnenkopmolen.[5]

Het water werd aangevoerd door twee lange molensloten. Iedere polders maakten tevens gebruik van een klepduiker of klief, die uitwaterde op het Termunterzijldiep en al vanouds aanwezig was. Beide waterschappen lagen ten oosten van Nieuw-Scheemda en het aangrenzende deel van Nieuwolda; een deel van de ingelanden viel onder Scheemda of Midwolda. De polders werden begrensd door het Termunterzijldiep en de Geereweg, terwijl zich aan de zuidkant enkele kleine polders bevonden die uitwaterden op het Koediep. Het grondgebied viel grotendeels samen met enkele oudere Dollardpolders.
Het nieuwe waterschap Geereweg had een aanmerkelijk grotere oppervlakte, doordat ook de polder Oud-Nieuwland (1701) tot aan het Nieuwe Kanaal in de plannen werd betrokken. Daarvoor werden dwarswateringen gegraven, die het water uit het Kattendiep en de Oude Geut aanvoerden. Halverwege beide watermolens werd aan het Termunterzijldiep bij 't Waar in 1891 een nieuw stoomgemaal gebouwd, dat in 1923 werd omgebouwd tot elektrisch gemaal. De Geerewegstermolen werd  verplaatst naar de Diepswal, waar de oude molen in 1892 werd afgebroken. De verplaatste molen moet na de Tweede Wereldoorlog zijn verdwenen (hij staat tot 1952 op de kaart).
Waterstaatkundig gezien ligt het gebied sinds 2000 binnen dat van het waterschap Hunze en Aa's. 

## Gereweg (N362)
De provinciale autoweg Gereweg of N362 is – net als het waterschap Geereweg – genoemd naar een oude kleilaan, die de de dorpen Midwolda en Nieuwolda sinds de 17e eeuw met elkaar verbond. 
Over het oude tracé van de Geereweg werd tussen 1955 en 1960 de provinciale weg 362 aangelegd. Het wegtracé van Scheemda naar Delfzijl staat sindsdien bekend als Gereweg. Voor het vervolg vanaf Nieuwolda tot Delfzijl maakte men gebruik van het tracé van de Noordoosterlocaalspoorweg uit 1910.

### Geereweg en Gaergroepe
De oorspronkelijke Geereweg, Gareweg of Groene weg was een ontsluitingsweg langs een middeleeuwse kavelsloot, waarvan het verlengde schuin over de nieuwe kwelders liep. De naam is ontleend aan de gerende verkaveling, die taps toeliep tegen de bermsloot van de weg. 
Deze kavelsloot Gaergroepe wordt al genoemd in 1563 en in 1564 als komende uth dat veen inden Dullert. De sloot dateert vermoedelijk uit de ontginningstijd rond het jaar 1000. In aansluiting daaraan sprak men over de Gaergroepewech (1638) of Gaerwech (1690). De naam bevat de Oudfriese stam gāre, Nederlands geer, dat is 'wigvormig, spits toelopend land'; eventueel zou het bestanddeel ga(d)er ('tegader, tezamen') ook op gemeenschappelijk gebruikt land kunnen wijzen. Overschietende hoeken in de verkaveling werden vaak gebruikt als meenteschaar.
Het toponymisch element gaar- of geer- komt ook elders in Groningen voor, en eveneens in andere delen van Nederland , bijvoorbeeld als Gaarland of Geerland, een gehucht en voormalig waterschap onder Siddeburen, en Gaarveen, een voormalig buurtschap onder Kolham. 